# TLC: Tables, Ladders & Chairs (2017)
TLC: Tables, Ladders & Chairs (2017) — щорічне pay-per-view шоу «TLC», що проводиться федерацією реслінгу WWE, в якому брали участь лише бійці арени Raw. Концепція шоу полягає в використанні столів, сходів і стільців під час поєдинків. PPV відбулося 22 жовтня 2017 року у Таргет-центр в місті Міннеаполіс, Міннесота, США. Це було 9-те шоу в історії «TLC». Вісім матчів відбулися під час шоу, один з них перед показом.

## Матчі
| №                                | Матч                                                                                           | Тип матча                                     | Час   |
| -------------------------------- | ---------------------------------------------------------------------------------------------- | --------------------------------------------- | ----- |
| 1                                | Саша Бенкс перемогла Алісію Фокс.                                                              | Одиночний матч                                | 11:00 |
| 2                                | Асука перемогла Емму.                                                                          | Одиночний матч                                | 9:25  |
| 3                                | Седрік Александр і Річ Свон перемогли Джека Джалакера і Браяна Кендріка.                       | Командний матч                                | 8:00  |
| 4                                | Алекса Блісс(c) перемогла Міккі Джеймс.                                                        | Одиночний матч за Жіночий титул чемпіонки Raw | 11:25 |
| 5                                | Енцо Аморе переміг Калісто (c).                                                                | Матч за титул WWE Cruiserweight Championship  | 8:45  |
| 6                                | Фінн Балор переміг Ей Джей Стайлза.                                                            | Одиночний матч                                | 18:20 |
| 7                                | Джейсон Джордан переміг Елаяса.                                                                | Одиночний матч                                | 8:50  |
| 8                                | Курт Енгл, Дін Емброус, Сет Роллінс перемогли Міза, Брауна Строумана, Кейна,Шеймуса та Сезаро. | 5 на 3 гандикап матч TLC                      | 06:12 |
| (c) — чемпіон на момент поєдинку |                                                                                                |                                               |       |